# This machine kills fascists

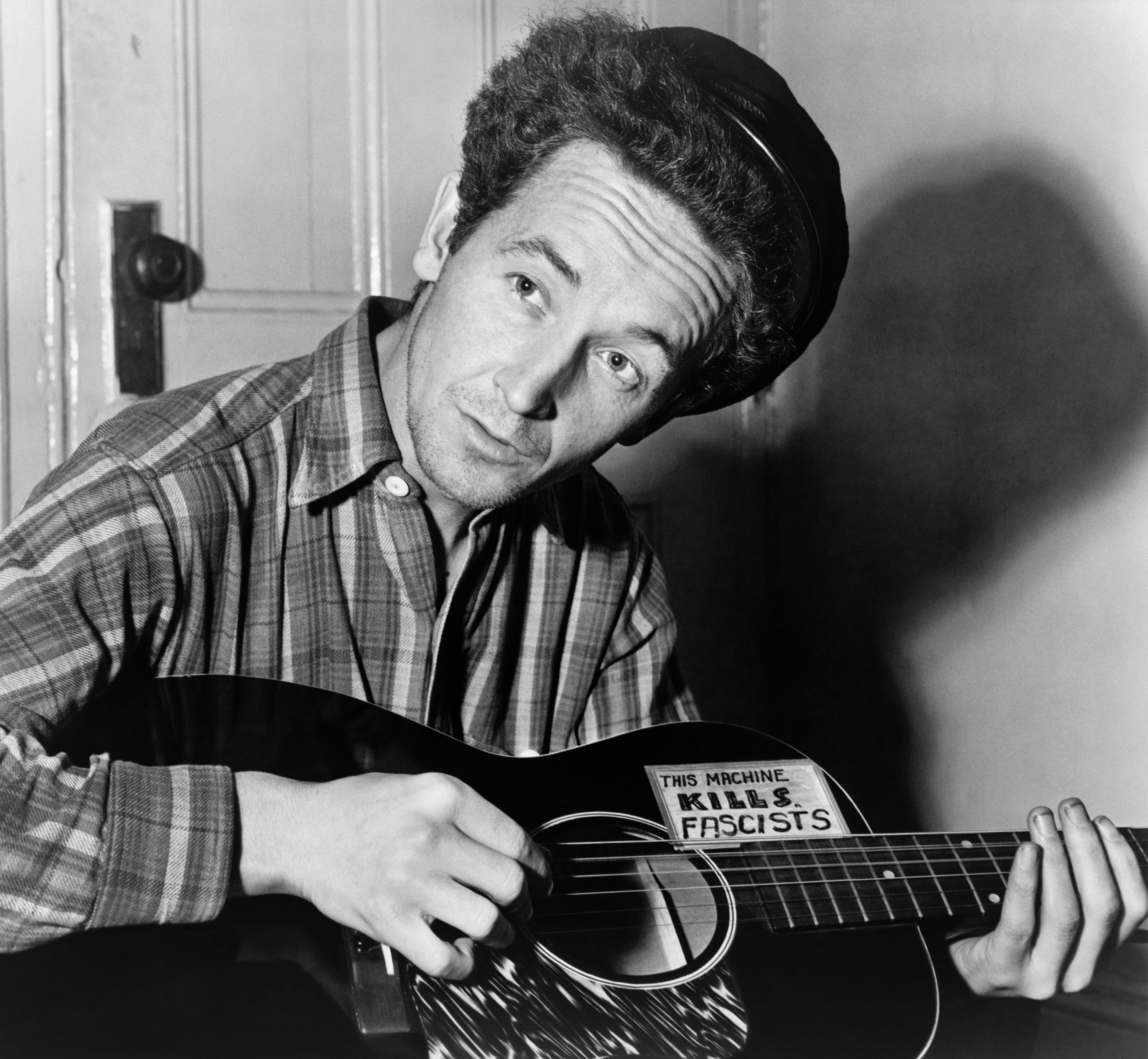
Woody Guthrie en 1943 avec sa guitare portant la mention This machine kills fascists.

« This Machine Kills Fascists » (« cette machine tue les fascistes », en français) est une formule apposée par le chanteur américain Woody Guthrie sur sa guitare en 1941. Celle-ci a inspiré de nombreux artistes.

## Conception
Peu après son déménagement à Manhattan dans un petit appartement près de Central Park, Guthrie écrit la chanson Talking Hitler's Head Off Blues (approximativement: « Le blues qui parle de couper la tête d'Hitler »), publiée dans le journal Daily Worker. À la suite de cette publication, « pris d'un mouvement de patriotisme et de foi dans l'impact de sa chanson, il peint « THIS MACHINE KILLS FASCISTS » sur sa guitare »,.

## Engagement de Guthrie contre le fascisme
Dans son opposition au fascisme, Guthrie en vient à conceptualiser cette idéologie comme « une forme d'exploitation économique similaire à l'esclavage... », et dénonce les fascistes, en leurs chefs en particulier, comme une bande de gangsters qui auraient pour but de « braquer le monde entier ». Ce thème renvoie à une stratégie de protestation qu'il avait déjà utilisée pendant la Grande dépression, « lorsqu'une riche élite avait causé l'inégalité sociale, politique et économique ». Pendant cette période, Guthrie avait romantisé les exploits de hors-la-loi comme Jesse James, Pretty Boy Floyd, Calamity Jane ou les frères Dalton comme des actions légitimes de responsabilité sociale et comme l'« expression ultime de protestation », faisant ainsi de hors-la-loi des résistants archétypiques dans la lutte contre ceux qu'il tenait pour coupables de la détérioration des conditions sociales et économiques.
En ceci, Guthrie présente les opposants au fascisme non comme de simples hors-la-loi dans un État fasciste, mais comme des héros qui se lèvent « en période de tourmente économique et de désintégration sociale » pour lutter contre « une entreprise hautement illégitime et criminelle d'exploitation des gens du commun ». Guthrie ne présente pas seulement les fascistes comme de « stupides gangsters », mais il externalise l’aspect inhumain du fascisme en en assimilant les représentants à des animaux connotés négativement et associés à des traits de caractère défavorables. Ainsi, il parle d'un « serpent nazi » à combattre dans Talking Hitler's Head Off Blues. Guthrie déclare « tout ce qui est humain est anti-hitlérien » et, dans sa chanson You Better Get Ready, il fait déclarer au personnage de Satan que « le bon vieil Enfer n'est rien comparé à Hitler, enfer je suis ramolli ! » Guthrie voit le combat contre le fascisme comme la lutte ultime est le Bien et le Mal : dans une lettre à Railroad Pete, il déclare que « le fascisme et la liberté sont les deux seuls camps qui s'affrontent... [c'est la guerre] que le monde a attendue pendant 25 millions d’années... [qui allait] régler tous les comptes une bonne fois pour toutes ».
Guthrie glorifie la mort de fascistes par la main de la tireuse d'élite soviétique Lioudmila Pavlitchenko dans sa chanson Miss Pavlichenko de 1942, laquelle comprend les vers « Tu lèves ton viseur et un Hun tombe. Et plus de trois cents chiens de Nazis tombent devant ton fusil »,.